# Zebra Poetry Film Festival

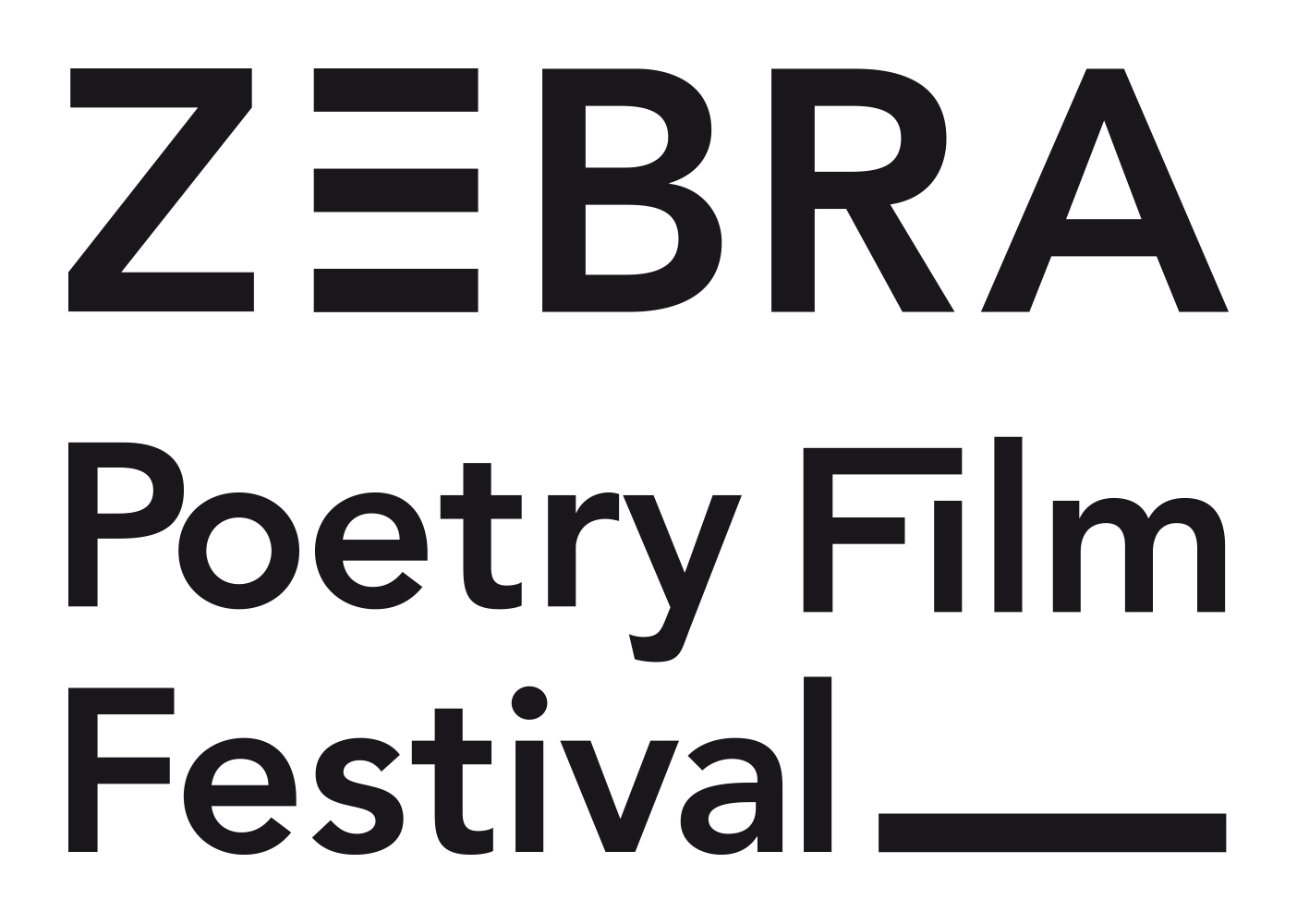
Logo

Das Zebra Poetry Film Festival (Eigenschreibweise ZEBRA Poetry Film Festival) ist ein internationales Festival für Poesiefilme. Seit 2002 präsentiert es den internationalen Stand des Genres und schreibt den Wettbewerb um die besten Poesiefilme aus. Ausgerichtet wird es vom Haus für Poesie Berlin.

## Geschichte und Programm
Ursprünglich war das Zebra Bestandteil des poesiefestivals berlin. 2006 lief es zum ersten Mal als eigenständiges Festival. 2014 wurden bereits nahezu 800 Filme aus 70 Ländern für den Wettbewerb eingereicht, 2018 waren es rund 1200 Einsendungen aus 97 Ländern.
Bis 2014 fand das Festival in Berlin statt. 2016 und 2018 wurde es in Münster von der Filmwerkstatt Münster in Kooperation mit dem Haus für Poesie ausgerichtet. Ab 2019 trägt das Haus für Poesie das Festival wieder eigenständig in Berlin aus.
Das Zebra Poetry Film Festival schreibt den Wettbewerb um die besten Poesiefilme aus. Eine Programmkommission, bestehend aus Experten aus Film und Poesie, wählt die Filme für den Wettbewerb aus und empfiehlt weitere für das Festivalprogramm. Eine andere aus Dichtung, Film und Medien besetzte Jury kürt die Gewinnerfilme. Neben dem Wettbewerb sind Spezialfilmprogramme, Lesungen, Retrospektiven, Ausstellungen, Performances, Workshops, Kolloquien, Vorträge und das Kinderprogramm ZEBRINO Teil des Festivals. Das Festival ist Austauschort für Dichter und Filme- und Festivalmacher aus aller Welt.
Die besten Poesiefilme werden regelmäßig im Programm des Hauses für Poesie präsentiert, unter anderem in der monatlich stattfindenden Reihe Zebra-Poesiefilmclub. Das Zebra-Archiv umfasst mittlerweile über 6000 Filme.

## Zum Genre des Poesiefilms
Poesiefilme sind Kurzfilme, die sich inhaltlich, ästhetisch oder formal mit Gedichten auseinandersetzen.
Die erste filmische Adaption des Gedichtes „Twas the Night before Christmas“ (1822) von Clement Clark Moore entstand 1905. Ein weiteres sehr frühes Zeugnis für den Einfluss der Dichtkunst auf die großen Regisseure ist der Film „The Unchanging Sea“ (1910) von D. W. Griffith nach dem gleichnamigen Gedicht von Charles Kingsley. Einer der ersten Filme von Mihály Kertesz war der 1919 gedrehte Poesiefilm „Jön az öcsem“. Er basiert auf dem gleichnamigen Gedicht von Antal Farkas aus der Zeit des politischen Umbruchs in Ungarn. In den 1940ern entstand mit der filmischen Umsetzung des „Zauberlehrlings“ von Johann Wolfgang von Goethe die populärste Gedichtverfilmung in Walt Disneys Animation „Fantasia“. In den 1950ern und 1960ern erreichte der deutschsprachige Poesiefilm einen Höhepunkt mit den experimentellen Filmen von Ernst Jandl, Friederike Mayröcker und Gerhard Rühm.

## Gewinnerfilme seit 2002

### 2002
- 1. Preis, gestiftet von der Deutschen Gesellschaft für Technische Zusammenarbeit: 15th February (UK 1995, Regie: Tim Webb, Gedicht: „15th February“ von Peter Reading)
- 2. Preis, gestiftet von der Deutschen Gesellschaft für Technische Zusammenarbeit: Global Positioning System (Griechenland 2001, Regie: George Drivas, Maria Antelmann, Gedicht: „Global Positioning System“ von George Drivas)
- 3. Preis, gestiftet von der Deutschen Gesellschaft für Technische Zusammenarbeit: Unsagbar (Deutschland 2002, Regie: Philip Schappert, Gedicht: „Gehörlosengedicht“, Verfasser unbekannt)
- Spezialpreis 2002, gestiftet von Cine Impuls: Bestiarium (Deutschland 1989, Regie: Eku Wand, Gedicht: „Bestiarium“ von Ernst Jandl)

### 2004
- 1. Preis, gestiftet von der Deutschen Gesellschaft für Technische Zusammenarbeit: Nach grauen Tagen (Deutschland 2003, Regie: Ralf Schmerberg, Gedicht: „Nach grauen Tagen“ von Ingeborg Bachmann)
- 2. Preis, gestiftet von der Deutschen Gesellschaft für Technische Zusammenarbeit: The Old Fools (UK 2002, Regie: Ruth Lingford, Gedichte: “The Old Fools” von Philip Larkin)
- 3. Preis, gestiftet von der Deutschen Gesellschaft für Technische Zusammenarbeit: Love is the Law (Norwegen 2003, Regie: Eivind Tolas, Gedicht: „Love is the Law“ von Ole Mats Vevle)
- Preis der radioeins-Publikumsjury: I like to Think (Right Now, Please!) (Frankreich 2004, Regie: Delphine Hallis, Gedicht: „All watched over by machines of loving grace“ von Richard Brautigan)

### 2006
- Zebra-Preis für den besten Poesiefilm, gestiftet von der Literaturwerkstatt Berlin: Oedipus (UK 2005, Regie: Rong, Gedicht: „Oedipus“ von Nathan Filer)
- Preis für experimentelle Filmpoesie, gestiftet vom Goethe-Institut: One Person/Lucy (Niederlande 2005, Regie: Taatske Pieterson, Gedicht: „One Person/Lucy“ von Taatske Pieterson)
- Preis Poesie, Film und Politik, gestiftet von der Bundeszentrale für politische Bildung: Just say no to family values (Italien 2005, Regie: Antonello Faretta, Gedicht: „Just say no to family values“ von John Giorno)
- Preis der radioeines-Publikumsjury, gestiftet von Cine Impuls: Generation (Neuseeland 2004, Regie: David Downes, Gedicht: „Generation“ von David Downes)

### 2008
- Zebra-Preis für den besten Poetry Film, gestiftet von der Literaturwerkstatt Berlin: The Dead (USA 2006, Regie: Juan Delcán, Gedicht: „The Dead“ von Billy Collins)
- Preis des Goethe-Institut, gestiftet vom Goethe-Institut: Une leçon particulière (Frankreich 2007, Regie : Raphael Chevenment, Gedicht: „Vieille Chanson du jeune temps“ von Victor Hugo)
- Preis der Literaturwerkstatt Berlin, gestiftet von der Literaturwerkstatt Berlin: Lucía (Chile 2007, Cristóbal León Dooner, Joaquín Cociña, Niles Atallah, Gedicht: „Lucía“ von Joaquín Cociña)
- Preis für den besten Kinderfilm, gestiftet von Cine-Impuls: Bestiarium (Deutschland, 1989, Regie: Eku Wand, Gedicht: „Bestiarium“ von Ernst Jandl)
- Preis der radioeins-Publikumsjury: Silencijum (Kroatien 2006, Regie: Davor Medurecan, Marko Mestrovic, Gedicht: „Balade“ von Petrice Kerempuha, Miroslav Krleža)

### 2010
- Zebra-Preis für den besten Poesiefilm, gestiftet von der Literaturwerkstatt Berlin: Der Conny ihr Pony (Deutschland 2008, Regie: Robert Pohle, Martin Hentze, Gedicht: „Der Conny ihr Pony“ von Gabriel Vetter)
- Filmpoesie-Preis des Goethe-Instituts, gestiftet vom Goethe-Institut: To the Marriage of True Minds (UK 2010, Regie: Andrew Steggall, Gedicht: „Sonnet 116 – Let me not to the marriage of true minds“ von William Shakespeare)
- Ritter-Sport-Preis, gestiftet von der Alfred Ritter GmbH & Co KG: Anna Blume (Deutschland/Bulgarien 2009, Regie: Vessela Dantcheva, Gedicht: „An Anna Blume“ von Kurt Schwitters)
- Preis der radioeins-Publikumsjury: Breathe (UK 2009, Regie: Emma Passmore, Gedicht: „Breathe“ von Emma Passmore)
- Preis für den besten Kinderfilm: About Bigmouse (Russische Föderation 2008, Regie: Constantin Arefiev, Gedicht: "About Bigmouse" von Ludmila Ulanova)

### 2012
- Zebra–Preis für den besten Poesiefilm, gestiftet von der Literaturwerkstatt Berlin: Lost and Found Box of Human Sensation (Deutschland 2010, Regie: Martin Wallner und Stefan Leuchtenberg, Gedicht: „Lost and Found Box of Human Sensation“ von Martin Wallner)
- Goethe Filmpreis, gestiftet vom Goethe-Institut: I come from... (UK 2011, Regie: Daniel Lucchesi und Alex Ramseyer, Gedicht: „I come from...“ von Joseph Buckley)
- Ritter-Sport-Filmpreis, gestiftet von der Alfred Ritter GmbH & Co. KG: Life and Deaf (UK 2012, Regie: Eelyn Lee, Gedicht: „That’s not All of Me“, geschrieben von Gehörlosen aus dem UK)
- Preis „Bester Film für Toleranz“, gestiftet vom Auswärtigen Amt: Blood is Blood (Kanada 2010, Regie: Carolyn Marie Souaid, Gedicht „Blood is Blood“ von Endre Farkas und Carolyn Marie Souaid)
- Preis „Bestes Erstlingswerk“, gestiftet von Literature Across Frontiers: Heimweg (Deutschland 2010, Regie: Franziska Otto, Gedicht „Heimweg“ von Peh)
- Preis „Beste filmische Gedicht-Performance“, gestiftet von Literature Across Frontiers: Why I Write (Kambodscha 2011, Regie: Masahiro Sugano, Gedicht: „Why I Write“ von Kosal Khiev)
- Preis der radioeins-Publikumsjury: Balada Catalana (Frankreich 2010, Regie: Laen Sanches, Gedicht: „Balada Catalana“ von Vicente Balaguet)
- ZEBRINO Preis für den Besten Poesiefilm für Kinder und Jugendliche, gestiftet von der Literaturwerkstatt Berlin: Der Zauberlehrling (Deutschland 2012, Regie: Kerstin Höckel, Gedicht: „Der Zauberlehrling“ von Johann Wolfgang von Goethe)

### 2014
- La’eb Al Nard / The Dice Player (Ägypten 2013, Regie: Nissmah Roshdy, Gedicht: „La’eb Al Nard“ von Mahmoud Darwish)
- Pipene / The Pipes (Norwegen 2014, Regie: Kristian Pedersen, Gedicht: „Pipene“ von Øyvind Rimbereid)
- essen – stück mit aufblick (Deutschland 2013, Regie: Peter Böving, Gedicht: „essen – stück mit aufblick“ von Ernst Jandl)
- The Aegean or the Anus of Death (Griechenland 2014, Regie: Eleni Gioti, Gedicht: „The Aegean or the Anus of Death“ von Jazra Khaleed)
- ZEBRINO-Preis für den besten Poesiefilm für Kinder und Jugendliche: Death for a Unicorn (Schweiz 2013, Regie: Riccardo Bernasconi, Francesca Reverdito, Gedicht: „Death for a Unicorn“ von Francesca Reverdito)
- Preis der radioeins-Publikumsjury: Rzeczy oczywiste / Self-evident Things (Polen 2013, Piotr Bosacki, Gedicht: „Rzeczy oczywiste“)

### 2016
- Zebra-Preis für den besten Poesiefilm im internationalen Wettbewerb, gestiftet vom Haus für Poesie: Off the Trail (GB 2015, Regie: Nick Jordan und Jakob Cartwright, Gedicht: „Endless Streams and Mountains“ von Gary Snyder)
- Goethe-Filmpreis, gestiftet vom Goethe-Institut: Goldfish (D 2016, Regie: Rain Kencana, Gedicht: „Golden Fish“ von Shuntaro Tanikawa) und Process:Breath (N 2016, Regie: Line Klungseth Johansen, Gedicht: „Process:Breath“ von Line Klungseth Johansen)
- Preis für den besten Film für Toleranz, gestiftet vom Auswärtigen Amt: Steel and Air (USA 2016, Regie: Chris & Nick Libbey, Gedicht: „Steel and Air“ von John Ashbery) und Hail the Bodhisattva of Collected Junk (TWN 2015, Regie: Ye Mimi, Gedicht: „Hail the Bodhisattva of Collected Junk“ von Ye Mimi)
- Ritter Sport Filmpreis im deutschsprachigen Wettbewerb, gestiftet von der Alfred Ritter GmbH und Co KG: Die Angst des Wolfs vor dem Wolf (D 2014, Regie: Juliane Jaschnow, Gedicht: „Die Angst des Wolfs vor dem Wolf“ von Stefan Petermann)
- Publikumspreis im NRW-Wettbewerb, gestiftet von der Deutschen Lufthansa AG: Vögel auf Stromleitungen (D 2014, Regie: Dean Ruddock, Gedicht: „Vögel auf Stromleitungen“ von Dean Ruddock)
- ZEBRINO Preis für den besten Poesiefilm für Kinder und Jugendliche: Automne (Regie: Hugo de Faucompret, Gedicht: „Automne“ von Guillaume Apollinaire)

### 2018
- Zebra-Preis für den besten Poesiefilm im internationalen Wettbewerb, gestiftet vom Haus für Poesie: Boy Saint (IRL 2018, Regie: Tom Speers, Gedicht: „Boy Saint“ von Peter LaBerge)
- Goethe-Filmpreis, gestiftet vom Goethe-Institut: Stad in die mis | City in the Mist (ZA 2016, Regie: Jac & Wessel Hamman, Gedicht: „Stad in die mis“ von D.J. Opperman)
- Preis für den besten Film für Toleranz, gestiftet vom Auswärtigen Amt: Hate for Sale (NL 2017, Regie: Anna Eijsbouts, Gedicht: „Hate for Sale“ von Neil Gaiman)
- Ritter Sport Filmpreis im deutschsprachigen Wettbewerb, gestiftet von der Alfred Ritter GmbH und Co KG: Standard Time (D 2017, Regie: Hanna Slak, Gedicht: „silhouetten in turbulenz“ von Daniela Seel)
- ZEBRINO Preis, gestiftet von der Filmwerkstatt Münster, für den besten Poesiefilm für Kinder und Jugendliche: Scrappy (USA 2016, Regie: Dawn Westlake, Gedicht: „Scrappy“ von Donald G. Westlake)
- Preis für den besten Poesiefilm aus Nordrhein-Westfalen, gestiftet von der Filmwerkstatt Münster: „(No) We, I, Myself and Them?“ (D 2017, Regie: Christin Bolewski, Gedicht: „Massacre“ von Liao Yiwu)

### 2019
- Zebra-Preis für den besten Poesiefilm im internationalen Wettbewerb, gestiftet vom Haus für Poesie: The Magical Dimension (D 2018, Regie: Gudrun Krebitz, Gedicht: „The Magical Dimension“ von Gudrun Krebitz)
- Goethe-Filmpreis, gestiftet vom Goethe-Institut: Notizen aus dem Unterbewusstsein (D 2018, Regie: Susann Arnold, Gedicht: „Notizen aus dem Unterbewusstsein“ von Susann Arnold)
- Preis für den besten Film für Toleranz, gestiftet vom Auswärtigen Amt: Four Acts for Syria (D 2019, Regie: Kevork Mourad und Waref Abu Quba, Gedicht: „Four Acts For Syria“ von Raeh Wahesh)
- Ritter Sport Filmpreis, gestiftet von der Alfred Ritter GmbH und Co. KG:  O CATADOR SEM CABEÇA (BRA, D, JPN 2019, Regie: Igor Shin Moromisato, Gedicht: „O Catador sem Cabeça“ von Silvia Voss)
- Preis für das beste neue Talent 2019: Herr 3000 (D 2019, Regie: Giulia Valenti, Gedicht: „Höchste Zeit, Herold!“ von Anke Kuhl)
- ZEBRINO-Preis für den besten Poesiefilm für Kinder und Jugendliche: Höchste Zeit, Herold! (D 2017, Regie: Franci Liebschner, Gedicht: „Höchste Zeit, Herold!“ von Anke Kuhl)